# El Masnou
El Masnou è un comune spagnolo di 20 678 abitanti situato nella comunità autonoma della Catalogna, in Provincia di Barcellona, nella comarca del Maresme.
El Masnou è ubicato lungo la costa, tra Montgat e Premià de Mar, a ridosso delle alture della
Serralada Litoral.

## Storia
L'attuale nome municipale di  El Masnou apparteneva anticamente ai borghi di Sant Feliu d'Alella e di Sant Martí de Teià, che erano ubicati ad una certa distanza dal litorale per essere protetti dalle scorribande dei pirati.
La popolazione di El Masnou viveva di agricoltura e pesca.
Con il passare del tempo furono costruite rocche fortificate a protezione del litorale e nel 1812 la città elesse il primo sindaco, nonostante dipendesse ancora dal municipio di Teià.
Costituito nel 1825 il nuovo municipio di El Masnou vide l'aggregazione dei quartieri di Ocata e  Alella del Mar.
El Masnou conserva ancora il titolo di "città benefica", assegnato nell'anno 1902 dal re Alfonso XIII di Spagna, in seguito alla costruzione di un asilo, e il titolo di "città illustrissima", concesso nel 1909 ancora da Alfonso XIII di Spagna in seguito alla costruzione della Scuola nazionale.
Il patrono di El Masnou è san Pietro.

## Monumenti e luoghi d'interesse
- Casa de la Vila, in stile neoclassico
- Casa del Marquès del Masnou
- El Casino, edificio modernista con elementi architettonici eclettici
- Casa Benèfica o  Asil, edificio di inizio del XX secolo in stile modernista

## Economia
L'economia di El Masnou si basa principalmente sull'agricoltura, l'industria e il turismo.
L'agricoltura è unicamente fondata sulla floricoltura. Vengono coltivati molti generi di fiori, specialmente garofani.
Sul territorio municipale si trovano industrie tessili, farmaceutiche e della ceramica.